# Viktor Njegovan
Viktor Simon von Njegovan (5. října 1860 Gospić – 18. února 1921 Karlovac) byl rakousko-uherský generál chorvatského původu. Jako absolvent vojenské akademie sloužil v c. k. armádě od roku 1882, byl štábním důstojníkem u různých jednotek v Chorvatsku, Haliči a Uhrách. Jako velitel divize byl na začátku první světové války povolán na východní frontu, kvůli zranění byl ale již v září 1914 odvolán. Do aktivní služby se vrátil na začátku roku 1915 a zastával funkce posádkového velitele v Sibiu (1915–1917) a Přemyšlu (1917–1918). V armádě dosáhl hodnosti generála pěchoty (1917) a téhož roku byl povýšen do šlechtického stavu. Po zániku monarchie byl ve vojsku penzionován a poslední léta života strávil v soukromí v Karlovaci.

## Životopis

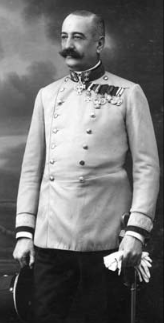
Polní podmaršál Viktor Njegovan

Pocházel z chorvatské rodiny, byl mladším synem c. k. nadporučíka Petera Njegovana. První vojenskou průpravu získal na kadetní jezdecké škole v Hranicích, poté v letech 1879–1882 studoval na Tereziánské vojenské akademii ve Vídeňském Novém Městě. Do armády vstoupil v roce 1882 jako poručík k 53. pěšímu pluku v Gorici. Vojenské vzdělání si doplnil v letech 1886–1888 na Válečné škole (K.u.k. Kriegsschule) ve Vídni a v hodnosti nadporučíka byl zařazen do sboru důstojníků generálního štábu. Vystřídal službu u pěších pluků ve Lvově a Miskolci, v roce 1892 byl povýšen na kapitána a poté působil přímo u generálního štábu ve Vídni. V roce 1893 se vrátil do Lvova, kde byl štábním důstojníkem u 30. pěšího pluku a u velení 11. armádního sboru. V roce 1898 se v hodnosti majora stal šéfem štábu u pevnostního velitelství v Krakově. V roce 1901 získal hodnosti podplukovníka a poté několik let pobýval v Záhřebu, kde byl jako plukovník od roku 1905 velitelem 16. pěšího pluku, s nímž byl v roce 1908 přeložen do Bjelovaru.
V roce 1910 dosáhl hodnosti generálmajora a převzal velení 68. pěší brigády v Weißkirchenu, následně byl velitelem 12. pěší brigády v Klagenfurtu. V této době vynikl důsledností při výcviku vojsk. Na jaře 1914 se stal velitelem 35. pěší divize v Kluži a k datu 1. května 1914 byl povýšen do hodnosti polního podmaršála. Se svou divizí byl na začátku první světové války povolán na východní frontu v zařazení v 2. armádě generála Böhm-Ermolliho, krátce poté se ale vážně zranil při pádu, takže hned po dokončení mobilizace byl z aktivní vojenské služby ze zdravotních důvodů stažen. Do armády se vrátil v lednu 1915, kdy se stal posádkovým velitelem v Sibiu. Po vstupu Rumunska do války na straně Dohody vypracoval plány na obranu a případnou evakuaci Sibiu. V roce 1917 byl povýšen do šlechtického stavu platného pro Uherské království a dosáhl hodnosti titulárního generála pěchoty. Ze Sibiu byl odvolán z banálního důvodu, kdy při jedné slavnostní příležitosti stál při hraní rakouské hymny, ale při maďarské hymně již seděl. Na základě interpelací maďarských poslanců byl v listopadu 1917 ze Sibiu odvolán, krátce poté byl jako posádkový velitel umístěn v Přemyšlu, kde setrval do konce války. K datu 1. ledna 1919 byl v armádě penzionován a usadil se v Karlovaci, kde o několik let později zemřel.

## Řády a vyznamenání
Během vojenské služby získal v Rakousku-Uhersku následující ocenění.
- Vojenská záslužná medaile (1896)
- Jubilejní pamětní medaile (1898)
- Vojenský jubilejní kříž (1908)
- Řád železné koruny III. třídy (1909)
- Vyznamenání za zásluhy o Červený kříž s válečnou dekorací (1915)
- rytířský kříž Leopoldova řádu s válečnou dekorací (1915)

Jeho starší bratr Maximilian Njegovan (1858–1930) byl námořním důstojníkem a v závěru první světové války v hodnosti admirála vrchním velitelem rakousko-uherského námořnictva (1917–1918).